# Youssef Es-Saidy
Youssef Es-Saidy, né le 16 août 1994 à Casablanca au Maroc, est un footballeur marocain évoluant au poste d'ailier gauche au sein du club marocain de la RS Berkane.

## Biographie

### Carrière en club
Youssef Es-Saidy est formé à l'Académie Mohammed VI, au Maroc. En 2012, il est prêté au Chamois niortais où il reste pendant deux saisons. Il joue sept matchs en Ligue 2 française avec cette équipe. Non conservé, il retourne au Maroc et rejoint la RS Berkane en 2014.

## Palmarès

### Renaissance sportive de Berkane
- Coupe du Trône :
  - Finaliste : 2014